# Heerlijkheid Rixtel
Rixtel was een kleine heerlijkheid die zich bevond ten zuidoosten van Aarle, met de kern ongeveer daar waar zich tegenwoordig de textielfabriek Artex bevindt.
Rixtel bezat, evenals Aarle, een eigen parochiekerk. De parochiekerken van beide kernen werden in 1648 genaast door de Protestanten, maar in 1672 werd er een schuurkerk gebouwd die tussen beide kernen in lag, waardoor deze aaneen groeiden.
Na de opheffing van het ancien régime werden beide delen dan ook aaneengesmeed tot de gemeente Aarle-Rixtel.